# Soyons
Soyons est une commune française, située dans le département de l'Ardèche en région Auvergne-Rhône-Alpes.
Située dans l'agglomération de Valence mais sur la rive droite du Rhône, c'est une des treize communes adhérente de la communauté de communes Rhône-Crussol. Ses habitants sont appelés les Soyonnais.

## Géographie

### Localisation
Située en Ardèche, dans la communauté de communes Rhône-Crussol, en rive droite du Rhône, la commune de Soyons est limitrophe de la ville de Valence (Drôme) au nord-est.

### Climat
Pour des articles plus généraux, voir Climat d'Auvergne-Rhône-Alpes et Climat de l'Ardèche.
En 2010, le climat de la commune est de type climat méditerranéen altéré, selon une étude du CNRS s'appuyant sur une série de données couvrant la période 1971-2000. En 2020, Météo-France publie une typologie des climats de la France métropolitaine dans laquelle la commune est dans une zone de transition entre le climat de montagne et le climat méditerranéen et est dans la région climatique  Moyenne vallée du Rhône, caractérisée par un bon ensoleillement en été (fraction d’insolation > 60 %), une forte amplitude thermique annuelle (4 à 20 °C), un air sec en toutes saisons, orageux en été, des vents forts (mistral), une pluviométrie élevée en automne (250 à 300 mm). 
Pour la période 1971-2000, la température annuelle moyenne est de 12,8 °C, avec une amplitude thermique annuelle de 18 °C. Le cumul annuel moyen de précipitations est de 885 mm, avec 6,9 jours de précipitations en janvier et 4,9 jours en juillet. Pour la période 1991-2020, la température moyenne annuelle observée sur la station météorologique de Météo-France la plus proche, « Étoile », sur la commune d'Étoile-sur-Rhône à 7 km à vol d'oiseau, est de 13,5 °C et le cumul annuel moyen de précipitations est de 904,5 mm,. Pour l'avenir, les paramètres climatiques de la commune estimés pour 2050 selon différents scénarios d'émission de gaz à effet de serre sont consultables sur un site dédié publié par Météo-France en novembre 2022.

### Hydrographie
Le Rhône borde toute la partie orientale du territoire communal.

### Voies de communication et transport
La commune est traversée par l'ancienne route nationale 86 qui a été déclassée en route départementale (RD86). Celle-ci relie historiquement la ville de Lyon à celle de Nîmes.

## Urbanisme

### Typologie
Au 1er janvier 2024, Soyons est catégorisée ceinture urbaine, selon la nouvelle grille communale de densité à 7 niveaux définie par l'Insee en 2022.
Elle appartient à l'unité urbaine de Charmes-sur-Rhône, une agglomération intra-départementale dont elle est ville-centre,. Par ailleurs la commune fait partie de l'aire d'attraction de Valence, dont elle est une commune de la couronne,. Cette aire, qui regroupe 71 communes, est catégorisée dans les aires de 200 000 à moins de 700 000 habitants,.

### Occupation des sols
L'occupation des sols de la commune, telle qu'elle ressort de la base de données européenne d’occupation biophysique des sols Corine Land Cover (CLC), est marquée par l'importance des territoires agricoles (40 % en 2018), en augmentation par rapport à 1990 (36,1 %). La répartition détaillée en 2018 est la suivante : 
zones urbanisées (22,5 %), zones agricoles hétérogènes (18,9 %), forêts (17,7 %), cultures permanentes (15 %), eaux continentales (14,8 %), terres arables (6,1 %), milieux à végétation arbustive et/ou herbacée (3,8 %), zones industrielles ou commerciales et réseaux de communication (1,2 %).
L'évolution de l’occupation des sols de la commune et de ses infrastructures peut être observée sur les différentes représentations cartographiques du territoire : la carte de Cassini (XVIIIe siècle), la carte d'état-major (1820-1866) et les cartes ou photos aériennes de l'IGN pour la période actuelle (1950 à aujourd'hui).

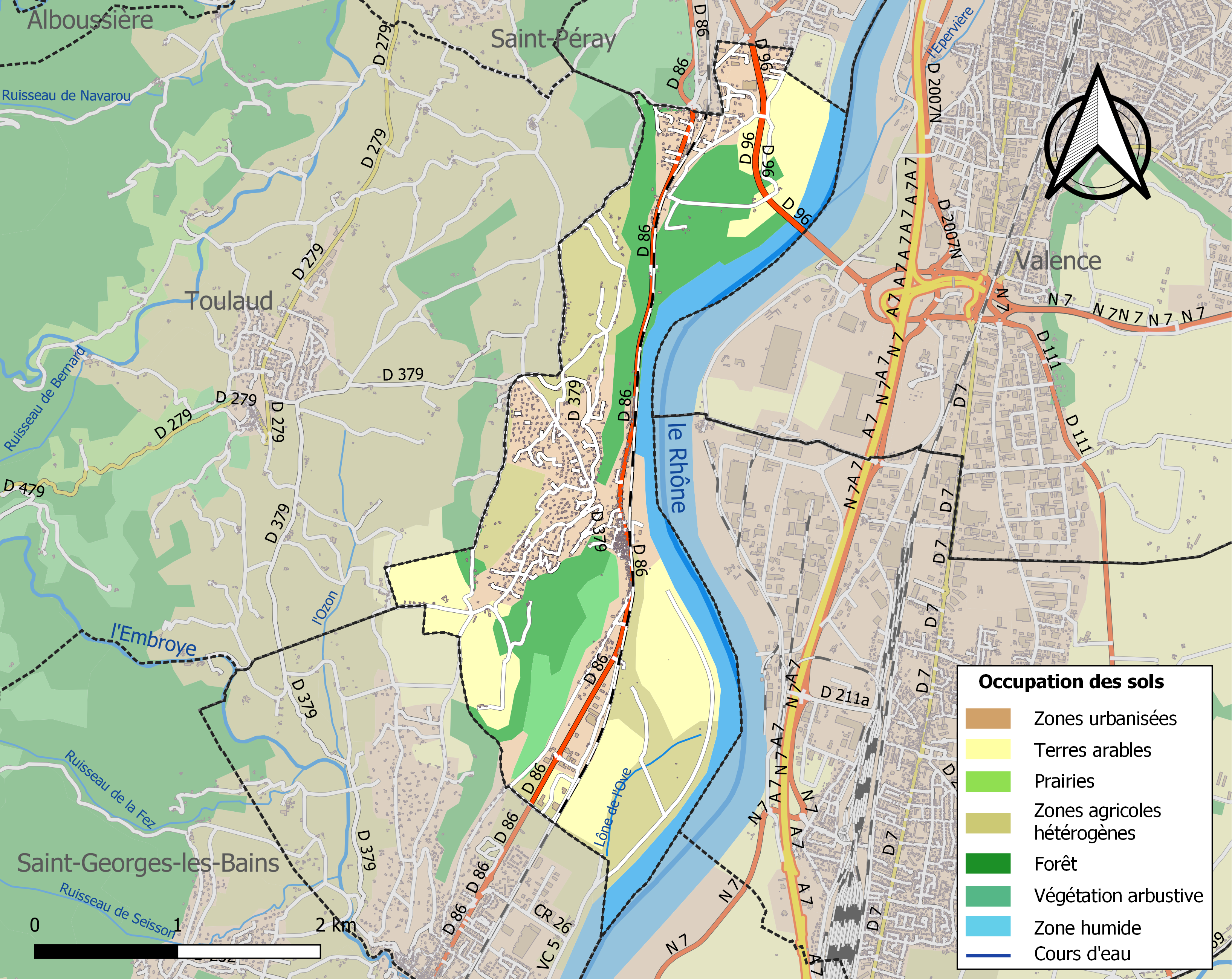
Carte des infrastructures et de l'occupation des sols de la commune en 2018 (CLC).

### Risques naturels et technologiques

#### Risques sismiques
L'ensemble du territoire de la commune de Soyons est situé en zone de sismicité no 3 (sur une échelle de 1 à 5), comme la plupart des communes situées dans la vallée du Rhône et la Basse Ardèche, mais en limite orientale de la zone no 2 qui correspond au plateau ardéchois.
| Type de zone | Niveau            | Définitions (bâtiment à risque normal) |
| ------------ | ----------------- | -------------------------------------- |
| Zone 3       | Sismicité modérée | accélération = 1,1 m/s2                |

## Toponymie
La divinité Soïo Augusta est éponyme de la localité.

## Histoire

### Préhistoire
Le site de Soyons est occupé sans interruption depuis la Préhistoire. Les grottes du massif de Guercy sont occupées dès le Paléolithique moyen par l'homme de Néandertal en alternance avec de grands prédateurs. Dans l'abri Moula, des restes humains néandertaliens, correspondant à l’équivalent de six individus (deux adultes, deux adolescents et deux enfants), mélangés à des d'animaux, comportant des traces de décarnisation et de cuisson attestent de la pratique du cannibalisme par les occupants des lieux. Deux aires de dépeçage de mammouths ont été découvertes dans l'actuel quartier des Lèches.
Durant la période de la Tène, un oppidum se développe sur le plateau de Malpas. Le peuple des Segovellaunes y vénère la déesse Soïo, dont un autel fut découvert en 1848. A l'époque romaine, l'habitat se déplace vers le site de l'actuel village.

### Antiquité
Soyons pourrait être le lieu de la bataille de Solonion, qui a lieu lors de la révolte de Catugnat en 62-61 av. J.-C. selon Dion Cassius (Histoires, 48, 37) et Tite-Live (Epitomé, 103). Catugnat, roi des Allobroges, avait déclaré la guerre à Rome en 61 av. J.-C. Installé à Solonium, il défait les légions de Lentinus, venues d'Orange, mais d'autres légions viennent incendier la forteresse en bois, située sur l'oppidum, qui succombe. Catugnat et une petite escorte parviennent à échapper au massacre.
En mars 2022, des fouilles archéologiques préventives ont mis au jour un espace thermal probablement privé, d'époque gallo-romaine, sur un site en terrasse près de la route de Toulaud.

### Autres périodes
En 1629, durant les rébellions huguenotes, le village et le château sont pris par les troupes catholiques.

## Politique et administration

### Liste des maires
| Période                                  | Période                   | Identité                   | Étiquette | Qualité                                                                                  |
| ---------------------------------------- | ------------------------- | -------------------------- | --------- | ---------------------------------------------------------------------------------------- |
| 1919                                     | ?                         | Marcel Astier              | Rad.      | Médecin Député de l'Ardèche (1924 → 1928) Sénateur de l'Ardèche (1939 → 1945)            |
| Les données manquantes sont à compléter. |                           |                            |           |                                                                                          |
| Maire en 1956                            | ?                         | Pierre Dumazel             |           |                                                                                          |
| Les données manquantes sont à compléter. |                           |                            |           |                                                                                          |
| mars 1983                                | mars 1989                 | Aimé Duffaud               |           | Retraité de la Police nationale                                                          |
| mars 1989                                | juin 1995                 | André Comte                |           |                                                                                          |
| juin 1995                                | mars 2001                 | Raymond Rivaux             |           |                                                                                          |
| mars 2001                                | janvier 2007 (démission)  | Régine Saint-Criq (1938- ) | PS        | Ancienne chargée de mission Ancienne conseillère régionale d'Île-de-France (1986 → 1992) |
| janvier 2007                             | mars 2014                 | Gérard Chapuis (1943-2020) | PS        | Retraité Vice-président de la CC Rhône Crussol (2009 → 2014)                             |
| mars 2014                                | 2017                      | Gisèle Bertrand (1950- )   | DVG       | Retraitée de la fonction publique                                                        |
| 15 octobre 2017                          | En cours (au 25 mai 2020) | Hervé Coulmont (1965- )    | DVG       | Cadre de la fonction publique 4e vice-président de la CC Rhône Crussol (2017 → )         |
| Les données manquantes sont à compléter. |                           |                            |           |                                                                                          |

## Population et société

### Démographie
L'évolution du nombre d'habitants est connue à travers les recensements de la population effectués dans la commune depuis 1793. Pour les communes de moins de 10 000 habitants, une enquête de recensement portant sur toute la population est réalisée tous les cinq ans, les populations de référence des années intermédiaires étant quant à elles estimées par interpolation ou extrapolation. Pour la commune, le premier recensement exhaustif entrant dans le cadre du nouveau dispositif a été réalisé en 2005.

En 2022, la commune comptait 2 298 habitants, en évolution de +3,33 % par rapport à 2016 (Ardèche : +2,48 %, France hors Mayotte : +2,11 %).
| 1793 | 1800 | 1806 | 1821 | 1831 | 1836 | 1841 | 1846 | 1851 |
| ---- | ---- | ---- | ---- | ---- | ---- | ---- | ---- | ---- |
| 446  | 456  | 533  | 509  | 695  | 618  | 627  | 750  | 707  |

| 1856 | 1861 | 1866 | 1872 | 1876 | 1881  | 1886 | 1891 | 1896 |
| ---- | ---- | ---- | ---- | ---- | ----- | ---- | ---- | ---- |
| 724  | 656  | 754  | 699  | 864  | 1 009 | 810  | 698  | 738  |

| 1901 | 1906 | 1911 | 1921 | 1926 | 1931 | 1936 | 1946 | 1954 |
| ---- | ---- | ---- | ---- | ---- | ---- | ---- | ---- | ---- |
| 729  | 728  | 690  | 627  | 647  | 644  | 601  | 626  | 684  |

| 1962 | 1968 | 1975 | 1982  | 1990  | 1999  | 2005  | 2006  | 2010  |
| ---- | ---- | ---- | ----- | ----- | ----- | ----- | ----- | ----- |
| 829  | 787  | 942  | 1 302 | 1 551 | 1 721 | 1 936 | 1 952 | 1 921 |

| 2015  | 2020  | 2022  | - | - | - | - | - | - |
| ----- | ----- | ----- | - | - | - | - | - | - |
| 2 211 | 2 299 | 2 298 | - | - | - | - | - | - |

### Enseignement
La commune est rattachée à l'académie de Grenoble.

### Médias
La commune est située dans la zone de distribution de deux organes de la presse écrite :
- L'Hebdo de l'Ardèche

Il s'agit d'un journal hebdomadaire français basé à Valence et couvrant l'actualité de tout le département de l'Ardèche.
- Le Dauphiné libéré

Il s'agit d'un journal quotidien de la presse écrite française régionale distribué dans la plupart des départements de l'ancienne région Rhône-Alpes, notamment l'Ardèche. La commune est située dans la zone d'édition de Privas.

### Cultes

#### Culte catholique
La communauté catholique de Soyons est rattachée à la paroisse « Saint Nicolas du Rhône », elle-même rattachée au diocèse de Viviers.

## Culture locale et patrimoine

### Lieux et monuments

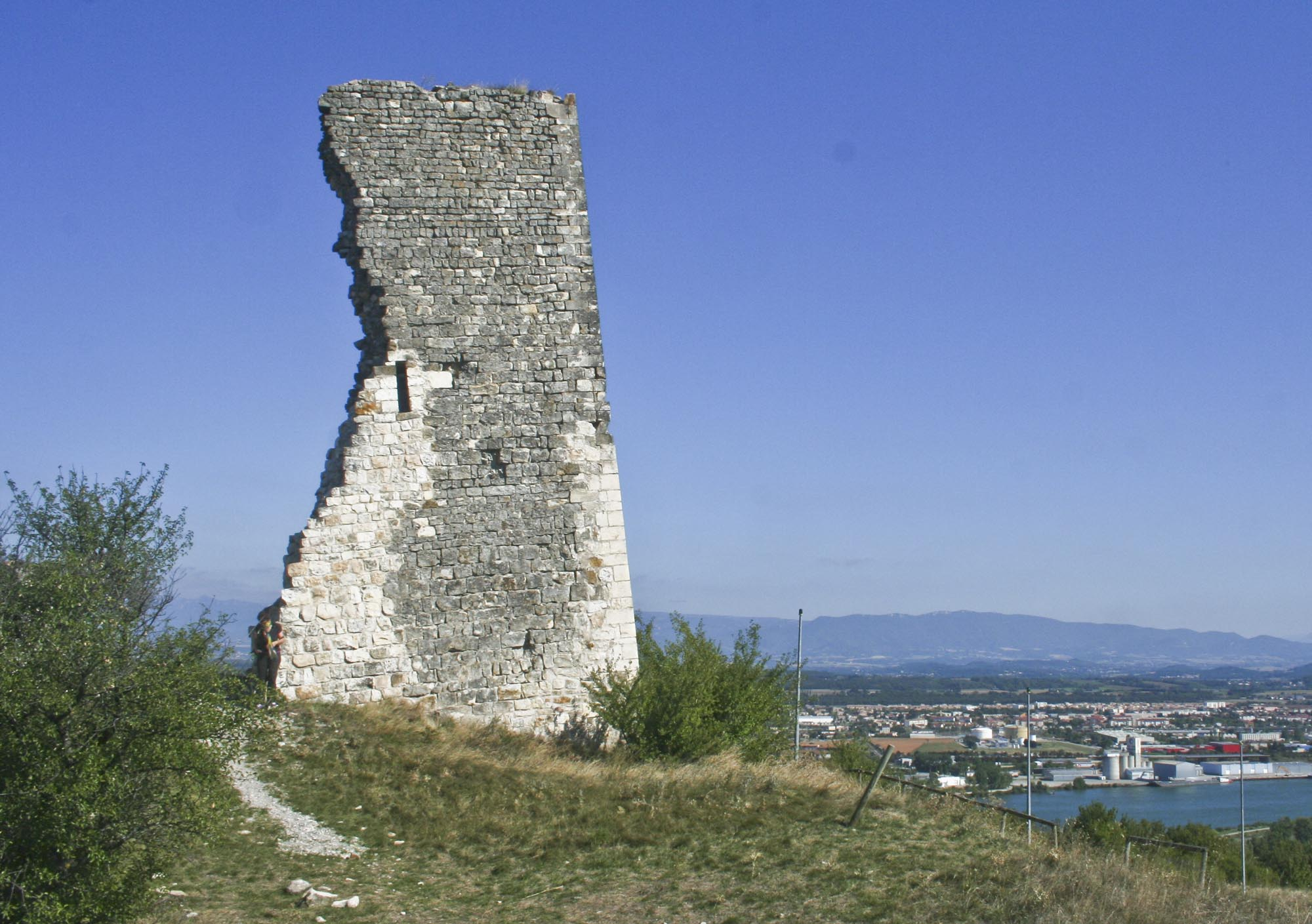
La tour penchée.

- Les grottes préhistoriques du Trou du Renard, de Néron et de la Baume Moula-Guercy[29].
- Temple protestant de Soyons.
- L'église de l'Assomption de Soyons, édifiée au XIIe siècle sur un sanctuaire carolingien (authentifié par la découverte en 1975 d'une épitaphe) qui a renfermé le tombeau de saint Venance, conserve de très belles sculptures carolingiennes, restes d'un chancel à baldaquin de la première moitié du IXe siècle. L'édifice, de plan rectangulaire, possédait une abside semi-circulaire flanquée de deux absidioles. Au XIXe siècle, on changea l'orientation de l'église en perçant l'abside pour élever un clocher-porche, et on construisit une abside dans l'étroit espace compris entre l'entrée primitive et la falaise surplombant le village. Un monastère de bénédictines occupait cet emplacement : il fut détruit par les protestants en 1627 et les religieuses, emportant les reliques de saint Venance, se réfugièrent à Valence pour y créer l’abbaye Notre-Dame de Soyons.
- Le musée archéologique présente l'histoire de la région depuis l'homme préhistorique jusqu'aux vestiges protohistoriques et gallo-romains.
- La tour penchée inscrite à l’inventaire des monuments historiques, datant de la fin du XIIe ou du début du XIIIe siècle, est l’unique vestige des fortifications médiévales du plateau de Malpas.
- Les berges du Rhône et les Lônes.
- Parc de miniatures « Ardèche miniatures ».

### Personnalités liées à la commune
- Marie de Valence, religieuse, née à Soyons en 1576.
- Charles Albert d’Arnoux, dit Bertall, peintre et illustrateur, mort à Soyons en 1882.
- François Astier (1855-1934), syndicaliste agricole et homme politique, député radical de l'Hérault.
- Marcel François Astier (1885-1947), homme politique mort à Soyons, député de l'Ardèche, puis sénateur de 1938 à 1944.

### Héraldique
|  | Soyons possède des armoiries dont l'origine et le blasonnement exact ne sont pas disponibles. |